# Шлёцер, Курд фон
Курд фон Шлёцер (нем. Kurd von Schlözer; 5 января 1822, Любек — 13 мая 1894, Берлин) — немецкий дипломат и историк, сын консула Карла фон Шлёцера, внук историка Августа Людвига фон Шлёцера, племянник юриста Христиана фон Шлёцера и Доротеи фон Родде (первой в Германии женщины — доктора философии).

## Биография

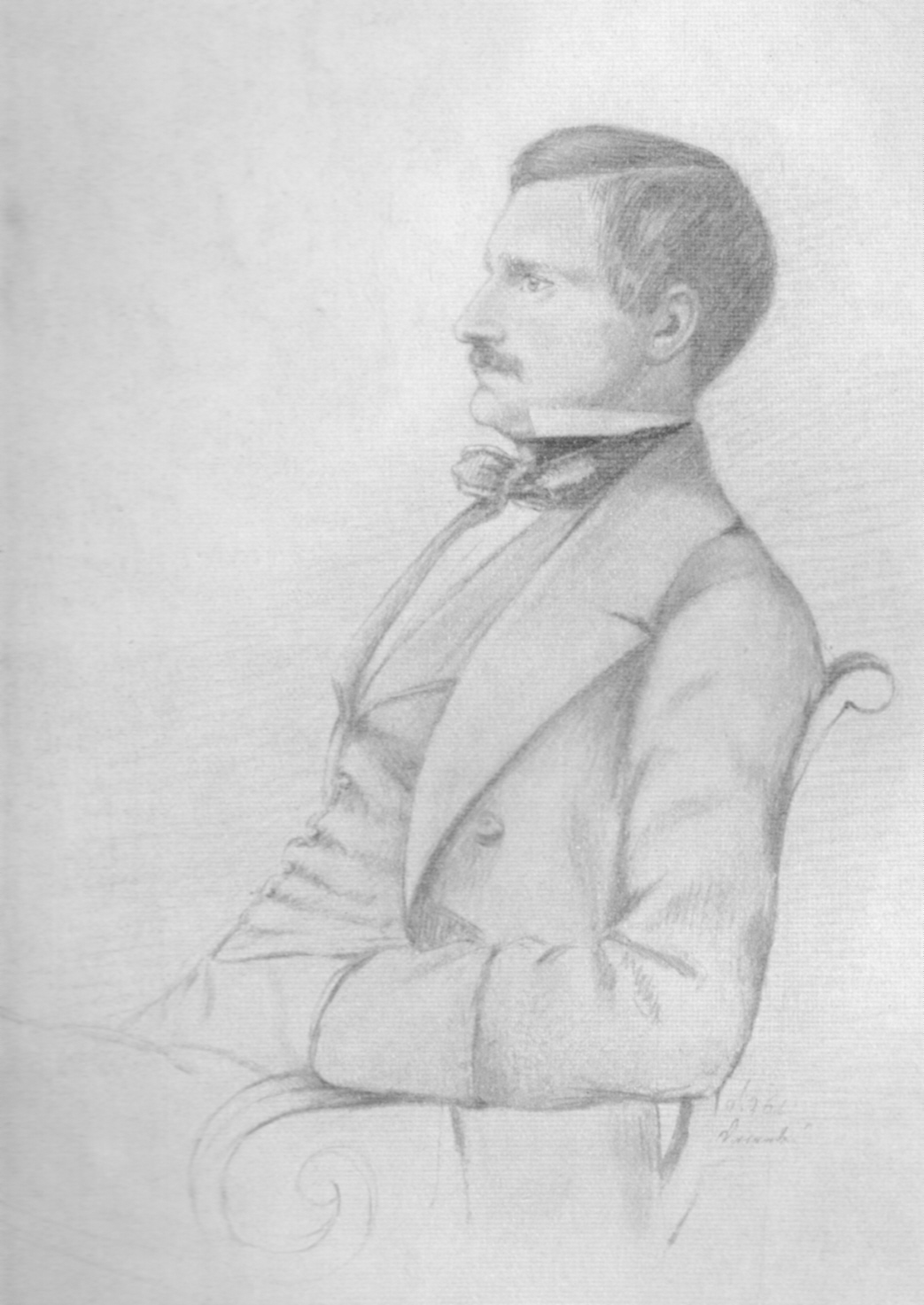
Курд фон Шлёцер в молодости, рисунок Луизы фон Шлёцер

Происходил из старинного рода из княжества Гогенлоэ. Родился в Любеке, где отец его был русским генеральным консулом. Изучал историю и востоковедение в Гёттингене и Берлине, затем некоторое время жил в Париже, занимаясь публицистикой. При посредничестве Эрнста Курциуса без формального юридического образования был допущен к дипломатической службе. 
С 1857 по 1862 гг. исполнял должность секретаря прусской королевской дипломатической миссии в Санкт-Петербурге, позже был секретарём посольства в Копенгагене, Риме. 
В 1871 году был назначен германским посланником в Вашингтоне. С 1882 года состоял германским посланником при папе римском. Умер в Берлине.
В его письмах сохранились интересные сведения о внутренней политике России, ее международном положении, российских государственных деятелях середины XIX века. 

## Сочинения
- Choiseul und seine Zeit Архивная копия от 9 декабря 2013 на Wayback Machine. — Berlin, 1849.
- Geschichte der deutschen Ostseeländer. — Berlin, 1850—1853.
- Verfall und Untergang der Hansa und des deutschen Ordens in den Ostseeländern Архивная копия от 10 марта 2016 на Wayback Machine. — Berlin, 1853.
- Die Familie von Meyern. — Berlin, 1855.
- Chasot. Zur Geschichte Friedrichs des Großen und seiner Zeit Архивная копия от 14 марта 2016 на Wayback Machine. — Berlin, 1856.
- Friedrich der Grosse und Katharina II. — Berlin, 1859.
- Курд фон Шлёцер. Личная  корреспонденция из Санкт-Петербурга. 1857 – 1862/ пер. с нем. и коммент. В.С. Дударева. – СПб.: Алетейя, 2019. – 588 с. ISBN 978-5-907189-54-6